# 東京都を本拠地にするスポーツチーム
東京都を本拠地にするスポーツチーム
東京都に本拠地を置いている主要なスポーツクラブを取り上げる。

## 野球

### プロ野球
- 読売ジャイアンツ（文京区）
- 東京ヤクルトスワローズ（新宿区）

### 社会人野球
- 鷺宮製作所
- JR東日本
- 東京ガス
- 明治安田生命
- NTT東日本
- 日本ウェルネススポーツ専門学校
- 西多摩倶楽部
- 全調布硬式野球倶楽部
- 東京L.B.C
- WIEN'Z
- エスプライド鉄腕硬式野球部
- REVENGE99
- 全府中野球倶楽部
- 武蔵野クラブ
- 東京好球倶楽部
- 東京弥生クラブ

### 過去に本拠としていたチーム
- 大映スターズ→大映ユニオンズ（文京区）
- 毎日オリオンズ→大毎オリオンズ→東京オリオンズ→ロッテオリオンズ（文京区→荒川区）
- セネタース→東急フライヤーズ→東映フライヤーズ→日拓ホームフライヤーズ→日本ハムファイターズ（文京区→世田谷区→新宿区→文京区）
- シダックス

## サッカー

### Jリーグ
- FC東京
- 東京ヴェルディ1969（旧：ヴェルディ川崎）
- FC町田ゼルビア

### JFL
- 東京武蔵野ユナイテッドFC
- Criacao Shinjuku

### 関東サッカーリーグ
- エリース東京FC
- 日立ビルシステムサッカー部
- 東京23フットボールクラブ
- 東京ユナイテッドFC
- 南葛SC
- SHIBUYA CITY FC

### 東京都サッカーリーグ
- T.F.S.C.
- 青梅FC
- 九曜FC
- 府中アスレティックFC
- 東京蹴球団
- 三菱養和
- DESEO東京
- 東京海上日動火災保険サッカー部
- アストラ倶楽部
- FC KOREA
- 早稲田大学ア式蹴球部FC

### WEリーグ
- 日テレ・東京ヴェルディベレーザ

### なでしこリーグ
- スフィーダ世田谷FC

### 過去に本拠としていたチーム
- 読売クラブ（JSL）
- 三菱重工（JSL）
- 日立製作所（JSL）
- 国士舘大学（JFL）：2004年シーズン終了後に撤退
- 佐川急便東京SC：2006年シーズン終了後に佐川急便大阪SCと合併し滋賀県に移転。

## バスケットボール

### B.LEAGUE
- アルバルク東京（渋谷区）
- サンロッカーズ渋谷（渋谷区）
- アースフレンズ東京Z（大田区）

### B3リーグ
- SHINAGAWA CITY BASKETBALL CLUB（品川区）
- 東京八王子ビートレインズ（八王子市）
- 東京ユナイテッドバスケットボールクラブ（江東区）
- 立川ダイス（立川市）

### その他
- 東京海上日動ビッグブルー

### 3x3
- TOKYO DIME.EXE
- TACHIKAWA DICE.EXE
- KOTO PHOENIX

### W LEAGUE
- 東京羽田ヴィッキーズ

### 関東実業団リーグ
- 黒田電気ブリット・スピリッツ

### クラブチーム
- ファミリーテンス東京
- 葛飾バックボーン
- neoうめや
- 勉族

### 過去に本拠地としていたチーム
- 日本鉱業→ジャパンエナジーグリフィンズ
- 熊谷組ブルーインズ
- 大和証券ホットブリザーズ
- 丸紅トレーダーズ
- マツダオート東京→アンフィニ東京ブロンコス（現さいたまブロンコス）
- 東京アパッチ
- 第一勧業銀行DKBハーティーズ
- NECパープルロケッツ
- 日本航空JALラビッツ
- 東京海上日動ビッグブルー（女子）
- 東京エクセレンス（現横浜エクセレンス）

## ラグビー

### JAPAN RUGBY LEAGUE ONE
- 東京サントリーサンゴリアス
- 東芝ブレイブルーパス東京
- リコーブラックラムズ東京
- 日野レッドドルフィンズ
- クリタウォーターガッシュ昭島
- 清水建設江東ブルーシャークス

### トップイースト11
- 東京ガス
- 横河武蔵野アトラスターズ
- 明治安田生命ホーリーズ
- サントリーフーズサンデルフィス

### 関東社会人リーグ
- 警視庁
- ワセダクラブM.F.

### 東日本トップクラブリーグ
- 三鷹オールカマーズ
- 曼荼羅
- 高麗クラブ

### 東京都リーグ
- 武蔵野ラガーズ
- くるみクラブ
- 多摩クラブ
- スーパーマンR.F.C.
- 六甲EAST

### 過去に本拠地としていたチーム
- NTT東日本
- 東芝青梅
- 東京電力

## バレーボール

### SV.LEAGUE
- NECレッドロケッツ川崎（女子、東京都・川崎市）
- 東京グレートベアーズ（男子）

### V.LEAGUE
- 東京ヴェルディ（男子）
- TM東京スパークル（男子）
- 東京サンビームズ（女子）

### 実業団
- 警視庁フォートファイターズ（男子）

### 過去に本拠地としていたチーム
- 日立武蔵バレー部→日立バレー部→日立ベルフィーユ（女子）
- NECブルーロケッツ（男子）
- FC東京（男子）

## アイスホッケー

### IJリーグ
- 東京ワイルズ

### 過去に本拠としていたチーム
- 西武鉄道アイスホッケー部→SEIBUプリンス ラビッツ（西東京市）

## フットサル

### Fリーグ
- ペスカドーラ町田
- 府中アスレティックFC
- フウガドールすみだ

### Fリーグ女子
- 府中アスレティックFCプリメイラ

### 関東女子フットサルリーグ
- VEEX TOKYO Ladies

## テニス日本リーグ
- レック興発（男子）
- リコー
- 協和発酵キリン（男子）
- 東京海上日動（男子）
- 三菱電機ファルコンズ（男子）
- 明治安田生命
- 日本紙通商（男子）
- 橋本総業ホールディングス（女子）
- テニスユニバース（女子）
- エームサービス（女子）
- 日本郵政グループ（女子）
- 三菱東京UFJ銀行（女子）
- キヤノン（女子）

## 日本卓球リーグ
- 東京アート（男子）
- 協和発酵キリン（男子）
- シチズン時計（男子）
- リコー（男子）
- 日野自動車（男子）
- サンリツ（女子）

## バドミントンS/Jリーグ
- 日本ユニシス

## Jプロツアー
- 東京ヴェントス

## 陸上競技
- コニカミノルタ
- JR東日本